# 三国官制
三国时期的官制大多与东汉制度类似。历史上留存比较完备的是曹魏的制度，因为曹魏的继承者西晋统一了当时的中国，所以曹魏的制度作为正统得以很好的保存。而由於蜀汉、孫吴為废国，故其制度逐渐散逸了。

## 曹魏官制
曹魏的国家体制脱胎于曹操所建魏国体制。曹丕称帝后，将魏国官署与东汉的既有官署合并，期间产生了曹魏的国家体制。由于曹魏的建立為汉献帝禅让的结果，所以东汉的旧体制基本得以保留。曹魏官制的特点是将曹操秉政时期的“外重内轻”结构改变为“外轻内重”结构。由此，尚书台的权力由最高峰开始下滑，逐渐成为最高执行机关。侍中得以成为政治权力的中心。同时，中书省也建立起来，历经两晋、南北朝，在隋唐时期正式发展成为著名的三省六部制。

### 曹魏的中央政府
曹操取得东汉执政权力之后，任丞相职以表明自身地位的崇高，但是他没有简单的恢复西汉时期的丞相制度，而是直接将原属少府体系的尚书划转到丞相府官职序列。由于东汉制度里，尚书是实际的政治权力中心，所以这样的措施保证了曹操对朝政的控制，同时也无需对既有制度做很大的修订。这样，尚书由原来的内朝官转为了外朝官。这种变革，是中国古代中央官制的一次重要的变化。也可以说，是尚书省的正式建立。
据《魏书》记载，曹操的尚书初分为东曹、西曹、法曹，后来逐渐增置各曹，成为后世各部的发端。建安十六年〈二一一年〉，魏国初建，始置尚书、侍中以及六卿。尚书从东汉的中央官署变为藩国官署，仍然掌握中枢权力，体现曹操逐步建国以废汉的策略。
曹丕代汉之前，控制中央军队的是中领军和中护军，都是丞相的属官。受命出征的时候，任命征东将军、征西将军、征南将军、征北将军统军，号四征，品秩相当与六卿。此时大将军官职保留，但是没有实际权力。
曹丕称帝后，任命御史大夫华歆为相国，旋改司徒。曹魏以宗室辅政为制度，尊亲辅政时，称大丞相，第一品；其他或设丞相，或设司徒，第二品，废置不定。官职以品论高下，是从这里开始的，一直延续到民国建立。
曹魏以太尉、司徒、司空为三公，但都不担任实际职务，在每月初一、十五奉诏入殿讲议朝政。也由于三公不再负责政务，所以汉朝策免三公以应天变的制度也在曹魏时期废除。三公均开府置官属，这些官员虽然没有实际职务，但是都是一时清选，可以参予朝廷事务的讨论，是官员升迁的很好的基础。

#### 尚书省
曹丕称帝后，尚书不再是丞相属官，成为独立的政务机关。尚书省设尚书令一人，第三品，尚书左、右仆射各一人，第三品。由于中书省的设立，尚书省不再决定政策，改为负责具体国务的处置。下设五曹：吏曹（掌官员迁调）、左民（掌人民户籍、税赋）、客曹（掌属国事务以及与东吴蜀汉的外交事务）、五兵（掌军官选任与军队训练）、度支（掌国库）治事，每曹设尚书1人，第三品。尚书之下设侍郎、郎中等官，有殿中、吏部、驾部、金部、虞曹、比部、南主客、祠部、度支、库部、农部、水部、仪曹、三公、仓部、民曹、二千石、都官、中兵、外兵、都兵、别兵、骑兵、考工、定科共二十五郎，协助尚书分领诸务。

#### 中书省
中书监、中书令，俱为第三品，但是中书监地位较中书令为高。曹操封魏王，于魏国置秘书令、秘书丞，管理机要档案并起草文书。曹丕称帝后，改秘书令为中书令，另置中书监，置官署称中书省。中书省掌机密与草拟诏令，遇有机密事宜或紧急事务，中书省直接发出诏令交有关官员执行。属官有通事郎，第五品，后改为中书侍郎（或作中书郎），掌起草诏命。

#### 侍中寺
侍中寺，汉灵帝熹平六年（177年）置，以侍中与给事黄门侍郎为长官，掌门下诸大夫、郎。曹魏以侍中为主官，第三品，置4人，以其中资历深的一人为祭酒。侍中同时也是加官的一种，作为加官授予的侍中没有人数的限制。侍中的主要职务就是陪侍皇帝左右，随时规谏得失，同时作为门下主官节制其他各类皇帝侍从。
曹魏门下诸官有：
散骑常侍，第三品。此官的前身是西汉的散骑、常侍和东汉的中常侍三种官职，曹魏合并为散骑常侍，置四员，年资深的为祭酒。散骑常侍也用为加官。
给事中，第五品。西汉为加官，掌顾问应对，位在常侍下；东汉废此官，曹魏复置，或为正员，或为加官，无定员。
奉车都尉，掌乘舆车驾。驸马都尉，掌副马。骑都尉，掌羽林从骑，皆第六品。这三都尉在汉时均属光祿勳，曹魏却是加官。太中大夫、中散大夫、谏议大夫、议郎皆第七品。曹魏时均脱离光祿勳，改隶侍中，掌顾问应对。

#### 秘书监
秘书监，第三品。管理艺文图籍，下设秘书丞，第六品；秘书郎，校书郎，第八品。

#### 九卿
曹操建魏国之初，因为不能与天子匹敌，所以只设立六卿。曹丕称帝后，沿东汉制度置九卿。曹魏九卿与汉朝相比，除了职权大大缩小之外，最主要的变化是将光祿勳所属的文职侍从官全部改隶侍中，光祿勳仅仅管理武职侍从官。此外，曹魏非常重视屯田，在光祿勳诸中郎将之外特设屯田中郎将，下隶典农校尉、典农都尉分驻各地负责屯田事务。
曹操立曹丕为储的时候，任命他为五官中郎将，名义上是光祿勳属官，但副丞相以治百官。曹丕称帝后废。

### 曹魏的地方政府
三国时代，由于战争的需要，地方官员往往兼领军队，指挥作战，所以他们的权力较前代膨胀了很多。相對于地方官员的强势，中央政府对地方的约束力并不总是可以保持，尤其是在三国边境和反复争夺的地区。
三国时代，曹魏、蜀汉、东吴均实行州、郡、县三级制。

#### 州制度
曹操以司隶校尉所辖地区置司州，这是十三州中最后正式命名的州。司州辖三辅、三河、以及弘农等七郡。司隶校尉的属官有参军、都官从事、功曹从事、诸曹从事、部郡从事、武猛从事、督军从事、主簿、录事、门下书佐、省事、记室书佐、诸曹书佐等。司州的设置在曹丕称帝之后延续了下来。
司州之外，沿汉制将所控制的幽凉兖冀并徐青豫八州析置为十一州，合司州为十二州。设刺史（间改州牧），作为州的最高行政长官。内地诸州刺史不加将军号、无节，第三品，俗称单车刺史（带假节、持节、使持节衔的刺史出巡另备一车以载皇帝赐予的节）。边地诸州刺史根据本地区军事重要性和刺史本人的身份，分别授予假节、持节、使持节、督×州诸军事、都督×州诸军事的头衔，节与督、都督可以分别组合。节衔的不同表示权力的轻重、督、都督的不同表示官阶的高下。假节者，战时可以不经上请直接处人死刑；持节者，不论战时平时都可以不经上请直接将没有官位的人处死；使持节者，不论战时平时都可以不经上请直接将二千石以下官民处死。加督者，官位进一品；加都督者，进二品。至于加将军号者，权势尤重，往往为方面统帅，统领边地诸州。例如司马懿出御东吴时，以骠骑将军领荆州刺史、督荆、豫二州诸军事，击败孙权进攻后，转镇长安，备御诸葛亮，此时的官阶为骠骑将军领雍州刺史、都督雍、凉二州诸军事，说明因功升迁了一级。至于景初三年（239年），受魏明帝遗诏辅政，加侍中、都督中外诸军事、录尚书事，这里的都督中外诸军事就是统领全国军队的总司令了。
曹魏对于蜀汉控制的益州、梁州（自益州析置）与东吴控制的扬州、荆州、交州也分别任命刺史，史称遥领。遥领的制度蜀汉、东吴也存在。
刺史的属官有治中从事、别驾从事、功曹从事、簿曹从事、兵曹从事、郡国从事、文学从事、武猛从事、督邮、主簿、帐下督、门亭长、书佐、计吏等。另置大中正一人，掌品评人物，以定其高下。

#### 郡制度
曹魏定都洛阳，特置河南尹，第三品，具体职掌与太守同。
州以下为郡。郡置太守一人为行政长官，第五品。边郡太守往往加将军号以领军。郡以郡丞为副长官（边郡称长史），第八品，兼本郡中正。郡都尉为本郡军事主官，第五品，内郡置一人，边郡、大郡置二人并增置司马一人第八品。
太守属官有功曹掾，五官掾、上计掾、门下掾、文学掾、文学祭酒、督邮、主簿、主记、门下书佐、纲纪、循行等。都尉属官与太守同。

#### 县、乡制度
郡以下为县。县按所辖人口多寡分三等。高者置县令一人，第六品，丞一人，第八品，尉二人，第九品；次者置县令一人，第七品，丞、尉各一人，第九品，低者置县长一人，第八品，丞、尉各一人，第九品。县的属吏有各类掾史祭酒。
县之下置乡，乡置有秩、三老各一人，第八品。较小的乡置啬夫一人，第九品。

### 曹魏的封爵制度
曹魏唯宗室、前代宾（指逊位后的汉献帝及其后代）所封亲王、公爵、侯爵有封地。王国置相一人，第五品，相当于郡太守。王国其余属官有都尉（掌王国捕盗、驻军）、傅（职比朝廷太傅、保（职比朝廷太保）、友（掌规谏），以上均为第六品；长史（掌王府事务）、郎中令（掌王宫内务）、中尉（掌亲王卫队）、大农（掌财物），以上均为第七品；常侍（亲王随从）、侍郎（职比朝廷门下诸郎）、家令（掌奴婢）、诸杂署令，以上均为第八品；谒者（职比朝廷谒者）、大夫（职比朝廷门下诸大夫）、诸杂署丞，以上均为第九品。公国体制比王国，但是诸官的品级均有贬损。侯国相相当于县令。
黄初三年（222年）制定爵位等次，分王、公、侯、伯、子、男、县侯、乡侯与都乡侯、亭侯与都亭侯、关内侯共十等爵。除了宗室封爵外，其余诸爵均无封地、也没有租税收入，史称虚封。虚封制度彻底结束了从周朝延续下来的分封制（封建制），除了西晋一度反其道行之外，此后历代均实行了虚封制度。

## 蜀汉官制
蜀汉官制与东汉相仿。由于昭烈帝刘备和后主刘禅对诸葛亮及其後繼者的信任和依赖，蜀汉形成了以丞相、大将军等政府首脑执掌大权的体制（諸葛亮的後繼者蔣琬、費褘等均以大將軍職行丞相事）；

### 蜀汉的中央官制
- 主要行政权力掌握在丞相手中，章武元年以诸葛亮为之。
丞相可以開府（即有自己的小內閣），丞相府內編制属官有军师祭酒、前、后军师、长史、司马、从事中郎、主簿、参军、行参军、东曹掾、西曹掾、仓曹掾、令史，记室、门下督等。与东汉府官均由府主自行征辟不同，蜀汉丞相属官均由朝廷任命。
诸葛亮死后，丞相废而不置，以大司马、大将军等领政，名号不一。

- 置三公，用以安排勋旧大臣，没有实际权力，也不开府。

- 置太常、卫尉、光祿勳、太仆、大鸿胪、大司农、少府等七卿，但没有廷尉、宗正。蜀汉诸卿的官称沿用汉制，均不带卿字，与官署名一致。
光祿勳下辖五官郎将、左中郎将、右中郎将，分领三署郎。另有虎贲中郎将、羽林中郎将等。
太常下辖博士无专经，可能因為蜀汉地僻人稀，故缺少足够的经学之士。

- 内朝官如散骑常侍，中常侍等均沿用东汉旧制，以宦官充任。与曹魏用士人不同，说明蜀汉的内朝官不如曹魏重要，这与蜀汉以丞相领政、外重内轻的政治格局是相应的。

- 沿置尚书台，置尚书仆射一人，不分左、右，也不分曹办事，尚书郎唯有吏部、选曹、左选、右选、度支等，较曹魏简略。这与蜀汉集权于丞相是相应的。

- 置中领军、领军、前领军、行领军；中护军、前护军、后护军、左护军、右护军、护军、行护军；中监军、前监军、右监军、中典军、后典军等将军为军政官。自典军迁监军、再迁为护军、再迁为领军，以中领军为最。

- 除上述军政官外，另置诸号将军授予领军出征者。诸如：左骠骑将军、右骠骑将军、左车骑将军、右车骑将军、卫将军、镇军大将军、辅国大将军、镇西大将军、镇北大将军、镇南大将军、征西大将军、右大将军、辅汉将军、镇东将军、镇北将军、镇南将军、征西将军、征南将军、征北将军、镇军将军、安南將軍、平北将军、振威将军、讨寇将军、荡寇将军、奋威将军、翊军将军。因与东吴联合抗曹，所以没有征东将军的名号。

- 另蜀漢特設安漢將軍一職給麋竺，為劉備感念麋竺當年重金資助所設，並無實權，但地位卻在諸葛亮之上。

### 蜀汉的地方官制
蜀汉辖境有汉益州、凉州，三国之中得地最少。蜀汉置司隶校尉，负责京城地方以及监察事务，与东汉制度不同。益州初置牧，由诸葛亮兼任。诸葛亮死后，废牧置刺史。后主建興七年（229年），东吴蜀汉相约预分天下，曹魏之兖、冀、并、凉四州分属于蜀漢，也置刺史遥领。荆州、雍州刺史时置时废。主要的地方官也就是益州刺史，其属官最多，有治中从事、别驾从事、功曹从事、议曹从事、劝学从事、典学从事、部郡从事、督军从事，前、后、左、右部司马、主簿、书佐等。
州以下置郡、郡置太守、都尉。犍为郡置属国都尉，牂柯郡置五部都尉，阴平郡有关都尉，巴东郡置江关都尉。郡吏可考者有功曹掾、史、五官掾、师友祭酒、督军从事、门下书佐、主簿等。县乡建制等与东汉无异。
蜀汉封爵沿东汉旧制，唯王、侯二等，皇子封王，功臣封侯。王、侯均无邑、禄。

## 东吴官制

### 东吴的中央官制
东吴的中央官制与曹魏、蜀汉相仿。东吴置丞相，名义上也是百官之长，但实际效能是仅仅管理例行政务，往往不参与重大政务的决策。东吴丞相设置于宝鼎元年（266年），一度分置为左丞相和右丞相。丞相属官有军师、长史、掾等。
东吴的三公废置不常，除授因人而异。建衡三年（271年）置太尉。宝鼎三年（268年）以丁固为司徒，以孟仁为司空。孙休废司空改置左右御史大夫，至孙皓登位，复置司空。东吴三公的特点是太尉不领军、司徒与丞相并置而不治民、司空不视土木事。这个特点可以说是后世以三公为虚衔的开端。
东吴政治中起到重要作用的是大司马、上大将军、大将军等内朝将军，这些将军外则领军，内则领政，是事实上的宰相。黄武七年（228年）置大司马。赤乌九年（246年）分置左、右司马，并置上大将军、大将军。黃龍元年（229年）以陆逊为上大将军，诸葛瑾为大将军。《通典·职官》载：“至吴景帝（孙休）为大将军，亦受非常之任，”
《三国会要·职官》云：“吴初亦六卿，孙休永安二年（259年），始备九卿”。可知东吴前期无九卿。
孙权初置奉常，黄武四年（225年）改太常，太常置博士。东吴初置郎中令，后改光祿勳，有三署中郎将、领三署郎，还有羽林督，绕帐督、帐下右部督，皆领卫兵。卫尉、太仆、廷尉、大鸿胪、宗正、少府诸卿建置均与曹魏、蜀汉同。东吴在屯田各郡置典农都尉，统辖属县，职如太守。典农都尉掌管军粮，不属于大司农。这不同于曹魏制度。孙权初年设左节度，专掌军粮会计。
宫官有大长秋，设置略如曹魏制。又有太子太傅、少傅。黃龍元年（229年）置左辅、右弼、辅正、翼正等都尉，为太子四友。又有太子宾客及率更令、中庶子、庶子、辅义都尉、右部督等。
门下官散骑常侍，给事黄门侍郎、散骑侍郎等设置略与曹魏同，但地位不甚重要。
尚书分选曹、户曹、左曹、贼曹等四曹，可见东吴尚书职任较曹魏为轻。
中书监设中书令、仆射、丞、郎、令史等。
御史台设御史中丞，督军粮御史及监农御史，又置中执法，左右执法各一人。在殿中察举违法行为，也称侍御史。
武职官有领军将军；左领军、右领军；中护军、左护军、右护军；中典军、左典军、右典军。又中垒将军掌宿卫兵。有抚军将军、征南将军、征西将军、征北将军，无征东将军；有平南将军、平西将军、平北将军，无平东将军。

### 东吴的地方官制
东吴有扬、荆、交、广四州。黃龍元年（229年）与蜀漢约分天下，以曹魏境豫、青、徐、幽四州分与东吴，置刺史遥领之。州属官见于文献记载的，仅有部郡从事、师友从事、大中正。
郡设太守、都尉，所属有功曹掾、门下书佐、门下循行等。县以下制度略如东汉。东吴爵禄制度也不发达，唯置王、侯二等爵，无禄。

### 其他
- 三國得諡者列表
- 三國藩王列表
- 曹魏公爵列表